# Spider-Man 2
Spider-Man 2 je ameriški superjunaški film iz leta 2004, ki temelji na liku Spider-Mana iz Marvelovih stripov. Film, ki ga je režiral Sam Raimi, po scenariju, ki ga je napisal Alvin Sargent iz zgodbe, ki so si jo zamislili Michael Chabon in scenaristična ekipa Alfreda Gougha in Milesa Millarja, je produciral Columbia Pictures v sodelovanju z Marvel Enterprises, distribuiral pa Sony Pictures Releasing. Je drugi del Raimijeve filmske serije o Spider-Manu in nadaljevanje filma Spider-Man (2002). V filmu igrajo Tobey Maguire, Kirsten Dunst, James Franco, Alfred Molina, Rosemary Harris in Donna Murphy. V filmu se Peter Parker bori proti doktorju Ottu Octaviusu, da bi temu preprečil poustvarjanje nevarnega eksperimenta, hkrati pa se spopade tudi z osebno krizo. 
Snemanje filma se je začelo aprila 2003 v New Yorku, potekalo pa je tudi v Los Angelesu. Snemanje se je zaključilo decembra 2003, Danny Elfman pa je bil ponovno najet, da je poskrbel za filmsko glasbo.
Spider-Man 2 je bil premierno predvajan v gledališču Mann Village Theatre v Los Angelesu 25. junija 2004, v kinih pa je bil predvajan 30. junija. Film je prejel pohvale kritikov, kateri so film pohvalili za njegovo čustveno zgodbo in vizualne prizore, pa tudi Maguirejev in Molininov nastop ter Raimijevo režijo. Film je po vsem svetu zaslužil 795,9 milijona dolarjev, s čimer je postal tretji najbolj dobičkonosni film leta. Ameriški filmski inštitut ga je izbral za enega izmed 10 najboljših filmov leta 2004.
Film je osvojil nagrado za najboljše vizualne prizore na 77. podelitvi oskarjev, bil pa je tudi nominiran za najboljše zvočne učinke in najboljšo montažo zvoka; prejel je tudi pet nagrad na podelitvi nagrad Saturn, vključno z nagradami za najboljši fantastični film in najboljšo režijo. Film na splošno velja za enega največjih superjunaški filmov, ki so jih kdajkoli posneli, in služil kot načrt za prihodnje filme tega žanra. Njegov uspeh je privedel do izida filma Spider-Man 3 (2007). Film Marvel Cinematic Universe (MCU) Spider-Man: Ni poti domov (2021) je raziskal koncept multivesolja, da bi povezal prejšnje filme o Spider-Manu z MCU, pri čemer sta Maguire in Molina ponovno odigrala svoje vloge.

## Vsebina
Dve leti po smrti Normana Osborna se Peter Parker sooča s poklicnimi in osebnimi težavami zaradi svojih obveznosti v vlogi Spider-Mana. Parker preizkusi več služb in se sooči z zamujeno najemnino in šolskimi obveznostmi. Vodja časopisne založbe Daily Bugle J. Jonah Jameson v časopisu prikazuje Spider-Mana v slabi luči, Parkerjev najboljši prijatelj Harry Osborn pa Spider-Mana krivi za očetovo smrt in Parkerju zameri, ker ni razkril svoje identitete. Da bi jo zaščitil pred svojimi sovražniki, se Parker oddalji od Mary Jane Watson, kljub njunim neizrečenim romantičnim čustvom. Mary Jane, ki postane sita Parkerjevih skrivnosti, se odloči, da se bo poročila z Jamesonovim sinom, Johnom. 
Harry uporabi OsCorp za financiranje razvoja fuzijskega električnega stroja jedrskega znanstvenika Otta Octaviusa, ki je Parkerjev prijatelj in mentor. Med javno predstavitvijo si Octavius nadene pas s štirimi močnimi mehanskimi lovkami, ki jih nadzira umetna inteligenca (AI) za interakcijo s strojem. Čeprav je bila sprva uspešna, se fuzijska reakcija destabilizira in zagrozi z množičnim uničenjem, vendar Octavius kljub temu noče ugasniti stroja. Preden lahko Parker prekine napajanje, električni sunki ubijejo Octaviusovo ženo ter kmalu zatem uničijo inhibitorni čip, ki nadzira lovke. Octaviusa odpeljejo v bolnišnico, kjer zdravniki poskušajo kirurško odstraniti pas, vendar se lovke nasilno odzovejo. Nato pobegne v pristaniško skladišče, kjer lovke pokvarijo njegov um in ga prepričajo, da stroj obnovi, da dokaže, kako deluje. Octavius oropa banko, da bi financiral svoj načrt, in pri tem ugrabi May za talko, vendar jo Parker reši. 
Zaradi preobremenjenosti s stresom, izčrpanostjo in njegovim konfliktom med željo po normalnem življenju in njegovo obvezno vlogo Spider-Mana, se začnejo Parkerjeve moči slabšati. Odreče se vlogi Spider-Mana in zavrne željo svojega pokojnega strica Bena, da bi svoje moči uporabljal odgovorno. Sprejeme civilno življenje, doseže dobre rezultate na univerzi in je kmalu priča nastopu Mary Jane predstavi. Vendar ta zavrne njegove romantične namene, saj ne more sprejeti, da se je spremenil. Parker tudi May prizna svojo odgovornost za Benovo smrt, da bi ublažil njeno krivdo; čeprav je sprva šokirana, mu je odpustila. Pozneje Parker kljub izgubljenim močem reši otroka iz goreče stavbe, a še ena oseba umre. Ker verjame, da bi ju lahko oba rešil kot Spider-Man, se Parker odloči, da znova sprejme svojo vlogo Spider-Mana.
Octavius dokonča svoj izboljšani stroj in se sooči s Harryjem ter zahteva redek izotop tritij za njegovo gorivo. Harry privoli v zameno, da mu Octavius pripelje Spider-Mana, Octaviusu pa naroči, naj poišče Parkerja. Ko ugotovi, da ne ljubi Johna, se Mary Jane sreča s Parkerjem, da bi mu priznala svoja čustva, vendar se on zlaže, da njene romantične zavrača. Kmalu zatem ju Octavius napade in ugrabi Mary Jane, da bi s tem Parkerja prisilil, da poišče Spider-Mana. Parkerjeve moči se popolnoma vrnejo in kot Spider-Man se spopade z Octaviusom na vlaku newyorške podzemne železnice. Octavius sabotira vlak in Parkerja prisili, da uporabi vso svojo moč, da prepreči vozilu, da bi pristalo v newyorško pristanišče. Kljub prizadevanjem potnikov, da bi ga zaščitili, Octavius ujame oslabelega Parkerja in ga preda Harryju.
Harry Spider-Manu odstrani masko in odkrije Parkerjevo pravo identiteto. Parker nato prepriča Harryja, naj mu pomaga rešiti Mary Jane, kar ga pripelje do Octaviusovega brloga. Zatem se mu Parker razkrije, da bi prepričal Octaviusa, naj se upre vplivu lovk in mu pomaga. Octavius, ki prizna svoje napake, se žrtvuje, da bi utopil stroj v zalivu. Parker reši Mary Jane, ki v trenutku pozna njegovo skrivnost in prizna, da jo ljubi, vendar ne more biti z njo. Medtem Harry v ogledalu opazi vizijo Normana, ki zahteva maščevanje. Harry noče poškodovati Parkerja in razbije ogledalo ter razkrije shrambo opreme Normanovega Zelenega goblina.
Na svoj poročni dan Mary Jane opusti poroko in odhiti k Parkerju domov ter mu pove, da se kljub tveganju odloči biti z njim. Njun poljub prekinejo policijske sirene in Mary Jane ga spodbudi, naj se odpravi v akcijo v vlogi Spider-Mana.

## Vloge
- Tobey Maguire – Peter Parker (Spider-Man)
- Kirsten Dunst – Mary Jane Watson
- James Franco – Harry Osborn
- Alfred Molina – Doktor Otto Octavius (Doktor Octopus)
- Rosemary Harris – May Parker
- Donna Murphy – Rosie Octavius
- J. K. Simmons – J. Jonah Jameson